# Ca-n filme
Ca-n filme este un film românesc din 1984 regizat de Manole Marcus. Rolurile principale au fost interpretate de actorii Ion Caramitru, Alexandru Arșinel și Catrinel Dumitrescu.

## Distribuție
Distribuția filmului este alcătuită din:
- Ion Caramitru — dr. Adam, cercetător științific
- Alexandru Arșinel — scenaristul Arcadie Popescu
- Catrinel Dumitrescu — Sidonia, soția dr. Adam
- Violeta Andrei — Hortensia, secretara institutului
- Tudorel Filimon — Iordache, colegul dr. Adam
- Gheorghe Tomescu — Trandafir, directorul institutului de cercetări farmaceutice
- Cristina Deleanu — tov. dr. Buzdugan, director general în minister
- Nicolae Praida — nea Matei, portarul institutului
- Mircea Anghelescu — medic de la institut
- Constantin Rășchitor — dr. Titus, coleg de facultate al lui Adam
- Maria Rotaru — soția dr. Titus
- Gheorghe Șimonca — dr. Vasiliu, coleg de facultate al lui Adam
- Maria Dumitrache-Caraman — soția dr. Vasiliu
- Alexandru Vasiliu
- Ion Igorov
- Marta Safciuc
- Ioana Otescu
- Eugen Întorsureanu — băiatul lui Arcadie Popescu

## Primire
Filmul a fost vizionat de 1.726.512 spectatori de spectatori în cinematografele din România, după cum atestă o situație a numărului de spectatori înregistrat de filmele românești de la data premierei și până la data de 31 decembrie 2014 alcătuită de Centrul Național al Cinematografiei.